# Querstedt
Querstedt là một đô thị thuộc huyện Stendal, bang Sachsen-Anhalt, Đức. Đô thị Querstedt có diện tích 18,19 km², dân số thời điểm ngày 31 tháng 12 năm 2006 là 234 người.